# Cylindromyia compressa
Cylindromyia compressa là một loài ruồi trong họ Tachinidae.